# Næringsrig sø
Denne naturtype, der også kaldes en eutrof sø, findes overalt i kulturlandskabet. Vegetationen er afhængig af den forholdsvist høje koncentration af mineralsk gødning, som den får tilført via dræn og overfladevand fra de dyrkede marker. Vandet vil ofte være klart i forårsmånederne, men i takt med, at nedbrydningshastigheden øges med den stigende temperatur, vil algebestanden gøre vandet mere og mere uklart.
Næringsrig sø er en betegnelse for en naturtype i Natura 2000-netværket, med nummeret 3150.

## Undertyper
Efter størrelsen og dybdeforholdene kan man skelne mellem to undertyper:
1. lavvandede, næringsrige søer, og
2. dybe søer.

Skillelinjen sættes ved dybder på 2-3 meter.
De lavvandede søer kendetegnes ved, at de har en bred bræmme af sumpplanter og (efter forholdene) sumpholme. De dybe søer (den dybeste er Furesø med 36 meter) har derimod en forholdsvis smal bredzone og ofte tillige kun et smalt bælte af bredvegetation. Dog kan der forekomme steder langs sådanne dybe søer, hvor der er lavvandede vige og/eller forholdsvis fladvandet omkring øer og holme således, at det kun er mindre dele af søen, der har større dybde.

## Dannelsesforhold
Dybe søer ligger ofte i bunden af tunnel- eller smeltevandsdale. De er ofte forholdsvis langstrakte og ret smalle. Dette gælder fx Mossø, Salten Langsø, Tystrup Bavelse-søerne, Bromme Søer, Gyrstinge Langsø, Haraldsted Sø, Furesøen og Esrum Sø.

## Plantevækst
Der er en række planter, som er kendetegnende for naturtypen:
- Almindelig vandpest (Elodea canadensis)
- Glinsende vandaks (Potamogeton lucens)
- Krebseklo (Stratiotes aloides)
- Liden andemad (Lemna minor)

## Fuglelivet
De næringsrige søer spiller i kraft af deres antal og fordeling over hele landet en stor rolle for fuglelivet. Dette vil selvsagt veksle meget fra sø til sø, men følgende arter er karakteristiske:
1. i bredzonen forekommer ynglende fx blishøne, grønbenet rørhøne og knopsvane.
2. på søfladen forekommer ynglende fx blishøne og toppet lappedykker. Hvinand, taffeland, troldand og stor skallesluger opholder sig her.[2]

## Fredningsmæssig betydning
Det er opgjort, at der findes mindst 31 sumpfugle-ynglelokaliteter og 27 lokaliteter af betydning som rastepladser for andefugle ved dybe søer.